# Georg Wilhelm von Kirsch
Georg Wilhelm Kirsch, seit 1792 von Kirsch, (* 6. September 1752 in Hof; † 24. Januar 1829 auf seinem Gut Slaikow bei Lauenburg in Pommern) war Hebraist, königlich-preußischer Hofrat und von 1779 bis 1795 Rektor des Hofer Gymnasiums. 
Georg Wilhelm Kirsch war ein Sohn des Hofer Tuchmachers Johann Gottfried Kirsch und seiner Frau Margaretha Sybilla aus Oberkotzau, eine geborene Müller. Georg Wilhelm war von seinem Vater zunächst zum Erlernen des Tuchmacherhandwerks vorgesehen. So war der Besuch des Hofer Gymnasiums nur in Kombination mit seiner Ausbildung möglich. Als Schüler des Gymnasiums zeichnete er sich durch herausragende Leistungen aus und erteilte anderen Schülern Nachhilfeunterricht; er pflegte eine enge Freundschaft zu dem späteren Hochschullehrer an der Universität Erlangen, Johann Bernhard Lippert. Seine Studien setzte er in Leipzig fort. 1779 wurde er Rektor des Hofer Gymnasiums, er folgte Paul Daniel Longolius nach. 1795 gab er das Amt an Johann Theodor Benjamin Helfrecht ab. 
1791/92 erwarb Kirsch das sogenannte Haacksche Rittergut in Bilzingsleben von denen von Haacke und von Geusau. Am 22. Juni 1792 wurde er im kursächsischen Reichsvikariat in den Reichsadelsstand erhoben.
1802 verkaufte er sein Gut in Bilzingsleben an den Bergassessor Schlüter in Mägdesprung, zuvor hatte er 1801 das Gut Koppenow in Pommern erworben und wechselte später zum Gut Slaikow bei Lauenburg, wo er 1829 erblindet starb. Im dortigen Kirchenbuch ist er als „Hofrat von Kirschy“ verzeichnet, mit zwei Söhnen und einer Tochter, die in den 1780er Jahren geboren wurden.